# Мілич (гміна)
Гміна Мілич (пол. Gmina Milicz) — місько-сільська гміна у південно-західній Польщі. Належить до Мілицького повіту Нижньосілезького воєводства.
Станом на 31 грудня 2011 у гміні проживало 24576 осіб.

## Територія
Згідно з даними за 2007 рік площа гміни становила 435.61 км², у тому числі:
- орні землі: 41.00 %
- ліси: 43.00 %

Таким чином, площа гміни становить 60.92 % площі повіту.

## Населення
Станом на 31 грудня 2011:
| Опис     | Загалом | Загалом | Чоловіки | Чоловіки | Жінки | Жінки |
| -------- | ------- | ------- | -------- | -------- | ----- | ----- |
| одиниця  | осіб    | %       | осіб     | %        | осіб  | %     |
| все      | 24576   | 100     | 12074    | 49.13    | 12502 | 50.87 |
| міське   | 11956   | 100     | 5742     | 48.03    | 6214  | 51.97 |
| сільське | 12620   | 100     | 6332     | 50.17    | 6288  | 49.83 |

## Сусідні гміни
Гміна Мілич межує з такими гмінами: Жміґруд, Завоня, Здуни, Крошніце, Одолянув, Пакослав, Равич, Сосне, Сульмежице, Тшебниця, Цешкув, Ютросін.